# Karcsú lóri
A karcsú lóri (Loris tardigradus) a főemlősök (Primates) rendjébe, azon belül a lajhármakifélék (Loridae) családjába tartozó Loris nemének egyik faja.
Korábban nemének egyetlen képviselőjeként ismerték, de az elterjedési terület északi részén élő egyedeket szürke karcsúlóri (Loris lydekkerianus) néven különálló fajnak nyilvánították.

## Elterjedése
Srí Lanka területén honos, a sziget délnyugati részén fordul elő.
A sziget északi részén és India déli felén a szürke karcsúlóri (Loris lydekkerianus) váltja fel.
Esőerdők és mangroveerdők lakója.

## Alfajai
- Loris tardigradus tardigradus
- Loris tardigradus nycticeboides

## Megjelenése
Testhossza 180–250 mm, testtömege 85–370 g. Farka nincs, végtagjai feltűnően vékonyak.
Szőrzete testének felső részén rozsdavörös színű, testének alsó fele világosabb.
A karcsú lóri nagy szemeivel a sötétben is jól lát.

## Életmódja
Éjszaka aktív, fákon élő faj. Napközben a fákon összegömbölyödve alszik, este indul táplálékot keresni magának. Mozgása nagyon lassú és megfontolt.
Rovarok, új hajtások, gyümölcsök, madártojás képezik táplálékát. Fogságban átlagosan 15 évig él.

## Szaporodása
A hímek 12, a nőstények 10 hónaposan válnak ivaréretté. A párzási időszak nem köthető bizonyos évszakhoz. 166-169 napos vemhesség után a nőstény 1-2 tizenegy grammos kölyköt hoz világra.

## Természetvédelmi helyzete
A karcsú lóri a világ egyik legritkább főemlőse, az élőhelyének megsemmisülése fenyegeti. 
Élőhelyei nagyon szétszórtak. A Természetvédelmi Világszövetség becslése szerint összállománya kevesebb, mint 2500 egyedből áll és nincs egyetlen populációja sem, melynek egyedszáma elérné a 250 egyedet.
Ezért az IUCN vörös listáján a „veszélyeztetett” kategóriában szerepel.
A Loris tardigradus nycticeboides alfajnak 1937-es felfedezése után 1939-ig csak négy megfigyelése volt, utána évtizedekig nem bukkantak a faj nyomára. Már félő volt, hogy végleg kihalt, de 2010-ben a Londoni Zoológiai Társaság kutatócsoportjának sikerült egy hím egyedet lefényképezni a természetben, később az egyedet befogva vizsgálatokat végezni rajta.

## Fordítás
- AnimalDiversity Web
- A faj szerepel a Természetvédelmi Világszövetség Vörös Listáján. IUCN. (Hozzáférés: 2010. november 21.)